# طالب‌آباد (فریمان)
طالب‌آباد (فریمان)، روستایی از توابع بخش مرکزی شهرستان فریمان در استان خراسان رضوی ایران است.

## جمعیت
این روستا در دهستان سنگ بست قرار دارد و براساس سرشماری مرکز آمار ایران در سال ۱۳۸۵، جمعیت آن زیر سه خانوار بوده‌است.